# Жиресс, Ален
Але́н Жире́сс (фр. Alain Giresse; род. 2 августа 1952, Лангуаран) — французский футболист и тренер. Лидирует по числу матчей в чемпионате Франции среди всех полевых игроков — 586 игр, лучший бомбардир клуба «Бордо» за всю историю — 179 голов.

## Карьера игрока
Ален Жиресс, уроженец департамента Жиронда, начал свою карьеру в клубе «Бордо» в 1970 году. В 70-е годы XX века клуб в основном боролся за выживание в Лиге один, но с приходом в команду Эме Жаке у «Бордо» начинается период больших побед, включавший два чемпионских титула, Кубок Франции и выход в полуфинал Кубка чемпионов, в котором «Бордо» проиграл лишь «Ювентусу», ведомому Мишелем Платини.
7 сентября 1974 года Ален Жиресс дебютировал в составе сборной Франции в матче с командой Польши, но твёрдое место в составе национальной команды Жиресс обрёл лишь с приходом на тренерский мостик французов в 1976 году Мишеля Идальго. Идальго сделал в национальной команде «магический квадрат» (Carré magique) в центре поля, состоявший из Платини, Луиса Фернандеса, Жана Тигана и Жиресса, эти игроки привели французов к 4-му месту на чемпионате мира в 1982 году и 3-му месту на чемпионате мира в 1986 году. Но главным достижением этой команды стала победа на Евро 1984. На мундиале 1986 года, 25 июня, Жиресс провёл свой последний матч в составе сборной Франции, которая проиграла команде ФРГ. Жиресс провёл в национальной команде 47 матчей (30 побед, 10 ничьих и 7 поражений) и забил 6 голов.
После чемпионата мира Жиресс ушёл из «Бордо» и перешёл в клуб «Олимпик Марсель», в котором завершил карьеру в 1988 году, сыграв в общей сложности 586 матчей в чемпионате Франции и забив 163 гола. По количеству матчей он занимает второе место в истории французского первенства вслед за Жан-Люком Эттори, на счету которого 754 встречи.

## Карьера тренера
По окончании карьеры игрока Жиресс становится тренером, возглавив в 1995 году клуб «Тулуза», который тренировал два года. В 1998 году Жиресс встал на тренерский мостик «Пари Сен-Жермен», но уже через три месяца был уволен, после поражения в Кубке кубков от «Маккаби» из Хайфы, приправленное провальным стартом в чемпионате Франции. Затем Жиресс вновь пришёл в «Тулузу», проработав с клубом около девяти месяцев. В 2001 году Жиресс возглавил марокканский клуб ФАР, с которым выиграл кубок Трона в 2003 году.
В 2004 году Жиресс возглавил сборную Грузии, но, не добившись успехов с командой в отборочном цикле к чемпионату мира, покинул страну. С марта 2006 года по февраль 2010 года Жиресс возглавлял сборную Габона, которая отказалась продлить с ним контракт.
20 августа 2012 года в замке Бель-Эр (который является тренировочной базой клуба «Бордо») Алену Жирессу был вручён орден Почётного легиона. Награду вручил президент УЕФА Мишель Платини, многолетний партнёр Жиресса по сборной Франции. На церемонии присутствовали многие выдающиеся тренеры и игроки «Бордо» и сборной Франции начала и середины 80-х годов, вместе с которыми он добился успехов как во Франции, так и в Европе и мире. Кавалером ордена Жиресс стал ещё в декабре 2007 года.
18 марта 2015 года Жиресс возглавил сборную Мали. В сентябре 2017 года покинул пост главного тренера сборной Мали.
13 декабря 2018 года назначен главным тренером сборной Туниса.

## Достижения
Как игрока
Бордо
- Чемпион Франции: 1984, 1985
- Вице чемпион Франции: 1983
- Серебряный призёр Чемпионата Франции: 1986, 1981
- Обладатель Кубка Франции: 1986
- Обладатель кубка Альп: 1980

Олимпик Марсель
- Вице чемпион Франции: 1987
- Финалист Кубка Франции: 1987

Сборная Франции
- 4-е место Чемпионат мира: 1982
- Чемпион Европы: 1984
- Обладатель Кубка Артемио Франки: 1985
- Бронзовый призер Чемпионат мира: 1986

Как тренера
ПСЖ
- Обладатель Суперкубка Франции: 1998

ФАР
- Обладатель Кубка Трона: 2003

Личные
- Футболист года во Франции: по версии L’Equipe — 1982; по версии France Football — 1982, 1983, 1987
- Серебряный мяч France Football: 1982
- Входит в состав символической сборной чемпионата Европы: 1984
- Лучший бомбардир в истории «Бордо»: 189 голов
- Рекордсмен «Бордо» по количеству матчей: 615 матчей

## Статистика выступлений
| Клуб                | Сезон            | Лига | Лига | Кубок Франции | Кубок Франции | Еврокубки | Еврокубки | Итого | Итого |
| Клуб                | Сезон            | Игры | Голы | Игры          | Голы          | Игры      | Голы      | Игры  | Голы  |
| ------------------- | ---------------- | ---- | ---- | ------------- | ------------- | --------- | --------- | ----- | ----- |
| Бордо               | 1970/71          | 24   | 3    | 5             | 0             | 0         | 0         | 29    | 3     |
| Бордо               | 1971/72          | 28   | 4    | 0             | 0             | 0         | 0         | 28    | 4     |
| Бордо               | 1972/73          | 22   | 3    | 0             | 0             | 5         | 2         | 27    | 5     |
| Бордо               | 1973/74          | 31   | 11   | 0             | 0             | 4         | 1         | 35    | 12    |
| Бордо               | 1974/75          | 36   | 11   | 4             | 0             | 0         | 0         | 40    | 11    |
| Бордо               | 1975/76          | 30   | 13   | 1             | 0             | 0         | 0         | 31    | 13    |
| Бордо               | 1976/77          | 37   | 16   | 4             | 0             | 0         | 0         | 41    | 16    |
| Бордо               | 1977/78          | 35   | 11   | 5             | 4             | 1         | 0         | 41    | 15    |
| Бордо               | 1978/79          | 38   | 6    | 3             | 1             | 1         | 1         | 42    | 8     |
| Бордо               | 1979/80          | 37   | 12   | 1             | 0             | 4         | 0         | 42    | 12    |
| Бордо               | 1980/81          | 34   | 6    | 6             | 2             | 5         | 4         | 45    | 12    |
| Бордо               | 1981/82          | 34   | 14   | 7             | 4             | 6         | 2         | 47    | 20    |
| Бордо               | 1982/83          | 35   | 12   | 5             | 1             | 6         | 6         | 46    | 19    |
| Бордо               | 1983/84          | 34   | 16   | 5             | 1             | 2         | 1         | 41    | 18    |
| Бордо               | 1984/85          | 36   | 11   | 1             | 0             | 8         | 0         | 45    | 11    |
| Бордо               | 1985/86          | 29   | 9    | 4             | 1             | 2         | 0         | 35    | 10    |
| Бордо               | Итого            | 520  | 158  | 51            | 14            | 44        | 17        | 615   | 189   |
| Бордо B (фарм-клуб) | 1970/71          | 5    | 4    | -             | -             | -         | -         | 5     | 4     |
| Бордо B (фарм-клуб) | 1972/73          | 13   | 4    | -             | -             | -         | -         | 13    | 4     |
| Бордо B (фарм-клуб) | 1973/74          | 3    | 4    | -             | -             | -         | -         | 3     | 4     |
| Бордо B (фарм-клуб) | 1975/76          | 2    | 2    | -             | -             | -         | -         | 2     | 2     |
| Бордо B (фарм-клуб) | Итого            | 23   | 14   | 0             | 0             | 0         | 0         | 23    | 14    |
| Олимпик Марсель     | 1986/87          | 34   | 4    | 8             | 2             | 0         | 0         | 42    | 6     |
| Олимпик Марсель     | 1987/88          | 33   | 1    | 1             | 0             | 7         | 1         | 41    | 2     |
| Олимпик Марсель     | Итого            | 67   | 5    | 9             | 2             | 7         | 1         | 83    | 8     |
| Всего за карьеру    | Всего за карьеру | 610  | 177  | 60            | 16            | 51        | 18        | 721   | 211   |